# Jonathan Freudman
Jonathan Joseph Freudman Quintana (Caracas, Venezuela, 8 de junio de 1990) es un actor venezolano de telenovelas. Ha sido más conocido por su participación en Relaciones peligrosas. Actualmente reside en la ciudad de Miami.

## Carrera
Con seis años, comienza a participar en comerciales para la televisión venezolana. Freudman, en el año 2002, debuta en la televisión con el melodrama Mambo y canela, el cual fue transmitido por la cadena Venevisión, con tan solo 12 años de edad.
El actor, al terminar sus estudios en Venezuela, viaja a Estados Unidos y tiene una pequeña participación en la telenovela Aurora, interpretando a un policía. La telenovela fue transmitida en el 2010 por la cadena Telemundo.
En el 2011 actúa en la telenovela Mi corazón insiste en Lola Volcán, donde interpreta a Pancho. La telenovela fue transmitida por la cadena Telemundo.
En 2012 trabaja en la telenovela juvenil Relaciones peligrosas, siendo uno de los personajes juveniles protagónicos del melodrama. Interpretando a Diego Barón donde se vio envuelto en una relación amorosa con Alejandro Portillo, actuando al lado de Kevin Aponte, Sandra Echeverría, Gabriel Coronel, Ana Layevska, Gonzalo García Vivanco, Maritza Bustamante y Carlos Ferro. Ese mismo año actuó en Corazón valiente, donde interpretó a Rodrigo Sandoval. La telenovela contó con las participaciones de Adriana Fonseca, José Luis Reséndez, Aylín Mujica, Fabián Ríos, Ximena Duque y Brenda Asnicar, entre otros. 
En el 2013 hace su debut en el cine con Contraste, donde interpretó a David. En el 2014 participó en En otra piel, donde le dio vida a Gabriel Cantú. La telenovela fue protagonizada por María Elisa Camargo, David Chocarro, Laura Flores, Jorge Luis Pila y Vanessa Villela.

## Filmografía
| Año  | Título                            | Personaje                                          |
| ---- | --------------------------------- | -------------------------------------------------- |
| 2024 | La mujer de mi vida               | Mauricio Fontana                                   |
| 2019 | Club 57                           | Miguel/Droide                                      |
| 2018 | Al otro lado del muro             | Julián Martínez                                    |
| 2016 | Eva la trailera                   | Robert "Bobby" Monteverde. Jr / Luis Mogollón Luna |
| 2015 | Toni, la chef                     | Frenchie Fuccinelli                                |
| 2014 | En otra piel                      | Gabriel Cantú                                      |
| 2012 | Relaciones peligrosas             | Diego Barón                                        |
| 2012 | Corazón valiente                  | Rodrigo Sandoval                                   |
| 2011 | Mi corazón insiste en Lola Volcán | Pancho                                             |
| 2010 | Aurora                            | Policía                                            |
| 2002 | Mambo y canela                    |                                                    |